# Сунагава
Суна́гава (яп. 砂川市 Сунагава-си) — город в Японии, находящийся в округе Сорати губернаторства Хоккайдо. Площадь города составляет 78,69 км², население — 18 218 человек (30 июня 2014), плотность населения — 231,52 чел./км².

## Географическое положение
Город расположен на острове Хоккайдо в губернаторстве Хоккайдо. С ним граничат города Такикава, Акабира, Утасинай и посёлки Синтоцукава, Камисунагава, Наиэ.

## Население
Население города составляет 18 218 человек (30 июня 2014), а плотность — 231,52 чел./км². Изменение численности населения с 1980 по 2005 годы:
| 1980 | 25 355 чел. |  |
| 1985 | 24 829 чел. |  |
| 1990 | 23 152 чел. |  |
| 1995 | 21 722 чел. |  |
| 2000 | 21 072 чел. |  |
| 2005 | 20 068 чел. |  |

## Символика
Деревом города считается Sorbus commixta, цветком — ландыш.